# Testudinaria elegans
Testudinaria elegans är en spindelart som beskrevs av Władysław Taczanowski 1879. Testudinaria elegans ingår i släktet Testudinaria och familjen hjulspindlar. Inga underarter finns listade i Catalogue of Life.